# Weihwasserbecken (Angy)

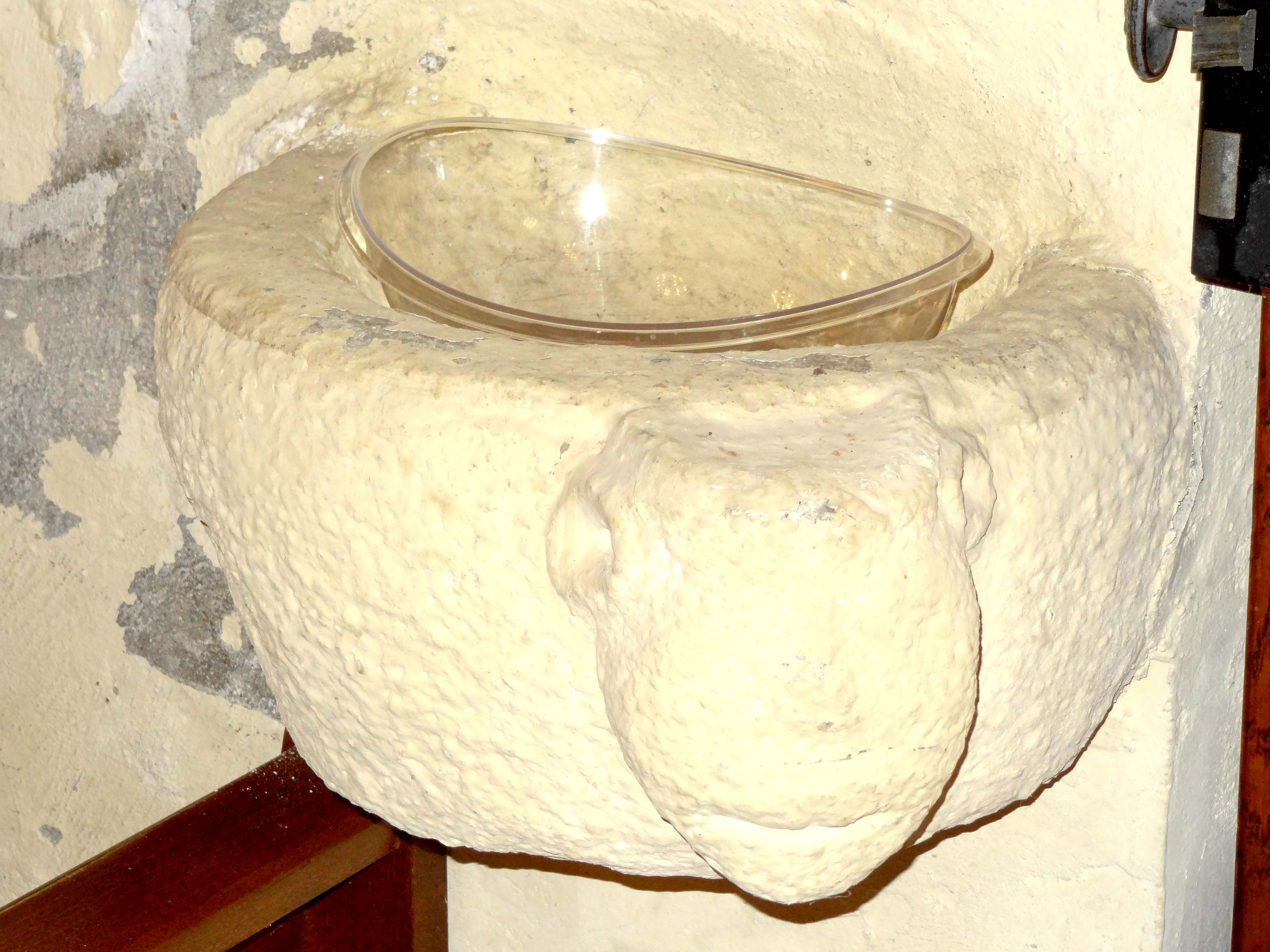
Weihwasserbecken in Angy

Das Weihwasserbecken in der katholischen Kirche St-Nicolas in Angy, einer französischen Gemeinde im Département Oise in der Region Hauts-de-France, wurde in der ersten Hälfte des 12. Jahrhunderts geschaffen. Im Jahr 1908 wurde das romanische Weihwasserbecken als Monument historique in die Liste der geschützten Objekte (Base Palissy) in Frankreich aufgenommen.
Das halbrunde Weihwasserbecken aus Kalkstein ist in die südliche Wand in der Nähe des Eingangs integriert. Die Schale ist mit einem menschlichen Kopf skulptiert. 